# Delphinium candelabrum
Delphinium candelabrum là một loài thực vật có hoa trong họ Mao lương. Loài này được Ostenf. mô tả khoa học đầu tiên năm 1922.